# Kærlighed og Skræddergæld
Kærlighed og Skræddergæld er en dansk stumfilm fra 1916, der er instrueret af Lau Lauritzen Sr. efter manuskript af Harriet Bloch.

## Handling
Denne artikel mangler et handlingsreferat. Hjælp os med at skrive det.

## Medvirkende
- Frederik Buch - Skræddermester Sting
- Lauritz Olsen - Jonas Bindebølle, forfatter
- Agnes Lorentzen - Fru Inger Sting